# San Luis Río Colorado

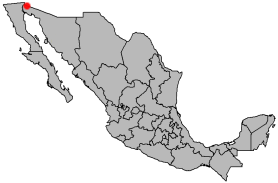
Stadens läge i Mexiko

San Luis Río Colorado är en stad i nordvästra Mexiko och är belägen i delstaten Sonora. Staden har 142 667 invånare (2007), med totalt 161 481 invånare (2007) i hela kommunen på en yta av 8 413 km². San Luis Río Colorado ligger längs Coloradofloden, vid en punkt där delstaterna Baja California och Sonora samt den amerikanska delstaten Arizona möts. Coloradofloden har sitt utflöde i Californiaviken vid den sydvästra delen av kommunen.

## Kända personer
- Alfredo Aceves, basebollspelare[2]